# Lukijan Bogdanović
Lukijan Bogdanović (magyarul: Bogdanovics Lucián, Baja, 1867. május 10. – Bad Gastein, 1913. szeptember 1.) szerb ortodox pátriárka.

## Életrajza
A teológiai tanulmányait Karlócán végezte, majd Egerben pedig a jogi tanulmányait.
Brankovics György meghívására 1891-ben letette a szerzetesi fogadalmat.Újvidéken mint szentszéki aljegyző illetve mint hitoktató működött. 1892 és 1894 között a Karlócai szerb gimnázium hittantanára volt. 1897-től a Budai szerb ortodox egyházmegye adminisztrátora, majd az év december 6-ától püspöke lett Budán. 1901 és 1904 között a temesvári egyházkerület adminisztrátora is, melynek 1904-től püspöke lett.
1908. április 3-án Brankovics halála után szerb pátriárkává választották, illetve megkapta az uralkodótól a titkos tanácsosi címet is.
1913-ban üdülése során meggyilkolták. Lefejezett holttestét a gasteini Achen patakban találták meg 3 héttel később.